# Jurij Kaširin
Jurij Alekseevič Kaširin (in russo Юрий Алексеевич Каширин?; 20 gennaio 1959) è un ex ciclista su strada russo, fino al 1991 sovietico.

## Palmarès

### Strada
- 1979

3ª tappa Tour of Britain (Merthyr Tydfil > Great Malvern)
Classifica generale Tour of Britain
9ª tappa Tour de l'Avenir (Aix-les-Bains > Val-d'Isere)
- 1980

Classifica generale Giro di Turchia
1ª tappa Tour de l'Avenir (Divonne-les-Bains > Pontarlier)
- 1981

4ª tappa Tour of Sochi (Mosca > Mosca)
2ª tappa Coors Classic
- 1982

1ª tappa Tour of Britain (Bournemouth > Paignton)
3ª tappa Tour of Britain (Porthcawl > Aberystwyth)
13ª tappa Tour of Britain (Bradford > Blackpool)
Classifica generale Tour of Britain
- 1983

2ª tappa Tour de Bretagne (Le Pertre > Plaintel)
Classifica generale Tour de Bretagne
- 1984

5ª tappa Niedersachsen Rundfahrt (Hanover > Nienburg)
6ª tappa Tour of Britain (Wrexham > Wrexham)
- 1985

7ª tappa Vuelta a Cuba (Ciego de Ávila > Topes de Collantes)
Classifica generale Settimana Ciclistica Bergamasca

#### Altri successi
- 1979

Classifica a punti Tour of Britain
Classifica combinata Tour of Britain
2ª tappa Tour de l'Avenir (Dole > Chalonsur, cronosquadre)
Campionati sovietici, cronosquadre
- 1980

7ª tappa, 1ª semitappa Niedersachsen Rundfahrt (Vechelde > Hildesheim, cronosquadre)
Prologo Olympia's Tour (Schagen, cronocoppie)
Giochi olimpici, cronosquadre
- 1982

Classifica scalatori Tour of Britain
Classifica a punti Tour of Britain
Classifica combinata Tour of Britain
- 1983

Campionati del mondo, Cronosquadre
- 1985

Classifica scalatori Vuelta a Cuba
3ª tappa Course de la Paix (Mosca, cronosquadre)

## Piazzamenti

### Grandi Giri
- Vuelta a España

1986: 56°

### Competizioni mondiali
- Campionati europei

Vienna 1977 - In linea Juniores: 44°
Vienna 1977 - Cronosquadre Juniores: 2°
Valkenburg 1979 - In linea Dilettanti: 25°
Praga 1981 - In linea Dilettanti: 26°
Praga 1981 - Cronosquadre Dilettanti: 2°
Goodwood 1982 - In linea Dilettanti: 25°
Altenrhein 1982 - Cronosquadre Dilettanti: 3°
Goodwood 1983 - Cronosquadre Dilettanti: vincitore
- Giochi olimpici

Mosca 1980 - In linea: 23°
Mosca 1980 - Corsa a squadre: vincitore